# Associatie van eikvaren en knopjesmos
De associatie van eikvaren en knopjesmos (Aulacomnio-Polypodietum) is een associatie uit het verbond van gladde witbol en havikskruiden (Melampyrion pratensis).

## Naamgeving en codering
| Aulacomnio androgyni-Polypodietum vulgaris Dengler, Eisenberg & Schröder 2006  |
| Aulacomnio androgynae-Polypodietum vulgaris Dengler, Eisenberg & Schröder 2006 |

- Syntaxoncode voor Nederland (rVvN): r18Aa03

De wetenschappelijke naam Aulacomnio-Polypodietum is afgeleid van de botanische namen van gewoon knopjesmos (Aulacomnium androgynum) en gewone eikvaren (Polypodium vulgare).

## Fysiognomie
De associatie van eikenvaren en knopjesmos vormt zoomvegetatie. De kruidlaag van de gemeenschap wordt gedomineerd door varens en grasachtigen, de moslaag is veelal zeer goed ontwikkeld.

## Subassociaties
Binnen de associatie van eikvaren en knopjesmos worden in Nederland en Vlaanderen twee subassociaties onderscheiden.
- Subassociatie met bochtige smele (Aulacomnio-Polypodietum deschampsietosum)
- Subassociatie met zandzegge (Aulacomnio-Polypodietum caricetosum arenariae)

## Fotogalerij

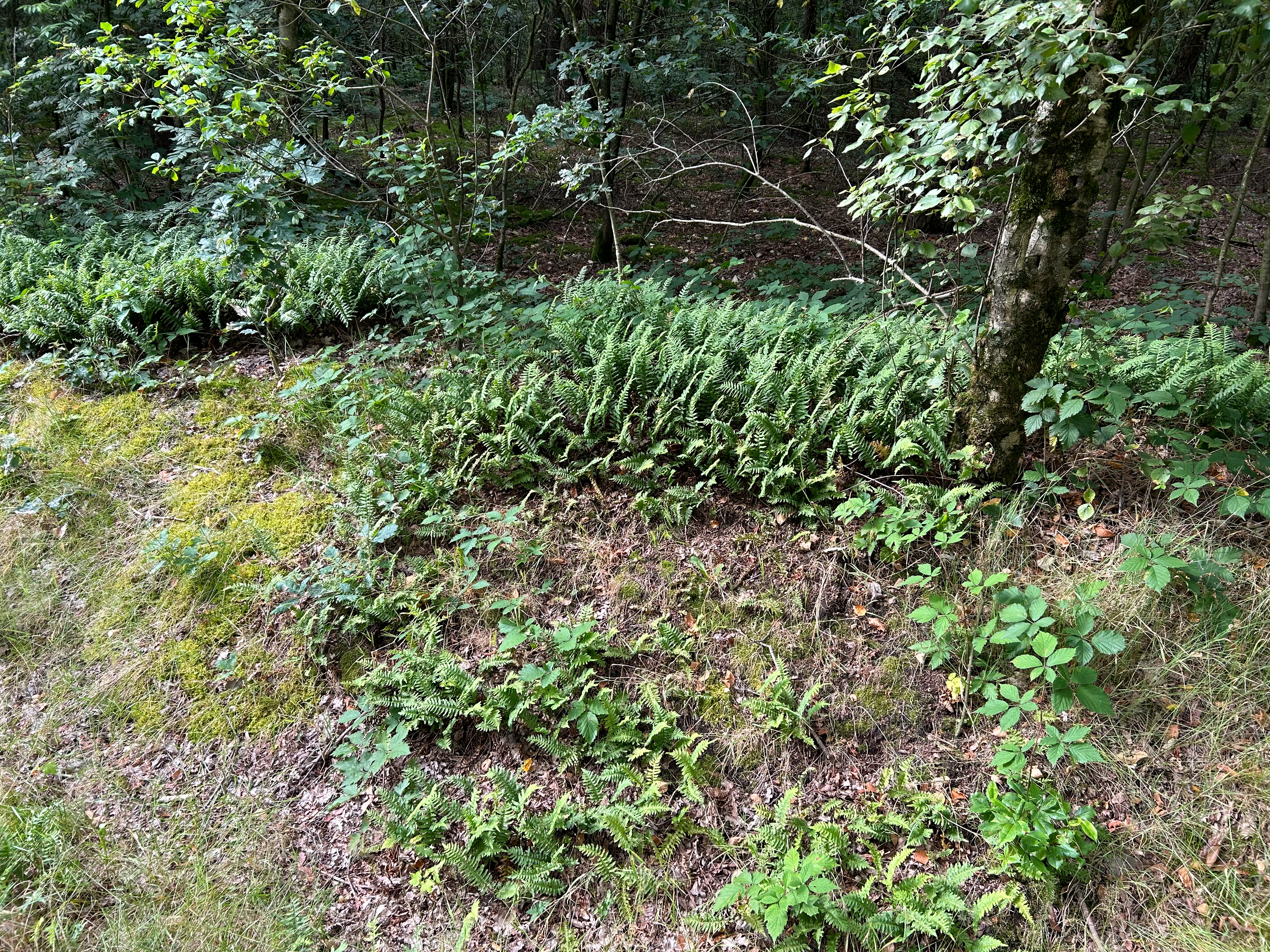
Een zomeraspect
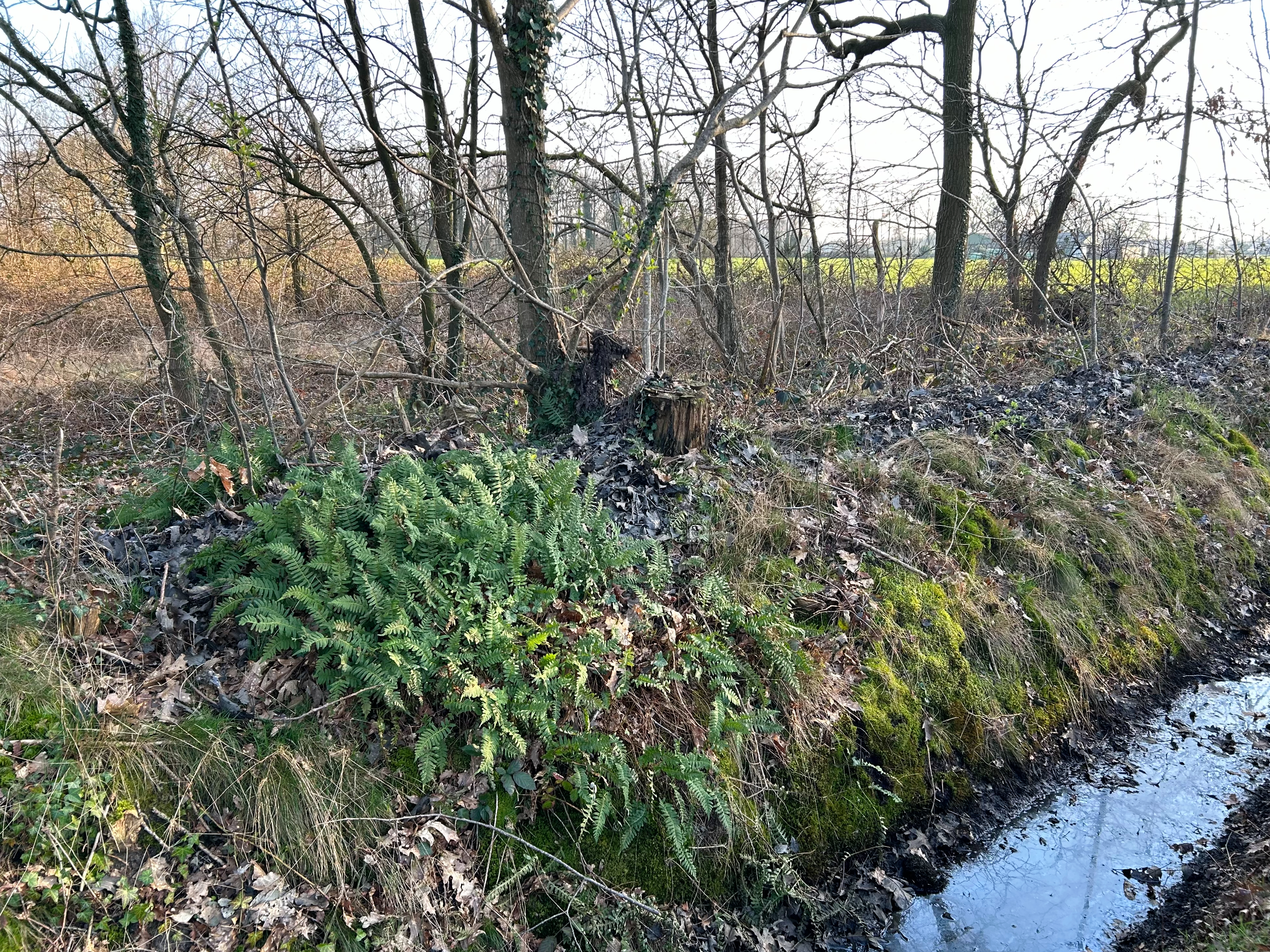
Een winteraspect